# Сапаров, Малик Мухамеджанович
Малик Мухамеджанович Сапаров (каз. Мәлік Мұхамеджанұлы Сапаров, 15 сентября 1958, пос. Кызыл-Ту, Алма-Атинская область, Казахская ССР — 19 июня 2003, Астана, Казахстан) — представитель высшего командования Вооружённых сил Республики Казахстан, генерал-лейтенант.

## Биография
Родился в посёлке Кызыл-Ту Алма-Атинской области, в семье фронтовика.
В 1975 году окончил Свердловское суворовское училище, а в 1979 году Алма-Атинское высшее общевойсковое командное училище.
Офицерскую службу начинал командиром взвода учебной роты в Забайкальском военном округе. Здесь же был командиром роты мотострелкового полка. В последующем проходил службу в Центральной группе войск на должностях командира мотострелковой роты и начальника штаба мотострелкового батальона.
В 1988 году окончил Военную академию им. М. В. Фрунзе, по возвращении на родину — в Среднеазиатский военный округ (затем Туркестанский) — занимал должности начальника штаба мотострелкового батальона и командира мотострелкового батальона.
В Вооружённых силах Республики Казахстан занимал должности командира мотострелкового полка, старшего офицера отдела оперативного управления Главного штаба ВС РК.
В 1997 году с золотой медалью окончил Военную академию Генерального штаба Вооружённых сил РФ.
Был заместителем начальника Департамента оперативного планирования Главного штаба ВС РК, около года работал в секретариате Совета безопасности РК.
В 1998—1999 годах — заместитель командующего — начальник штаба Сил общего назначения ВС РК, начальник Главного штаба — первый заместитель командующего Силами общего назначения ВС РК.
Декабрь 1999 — октябрь 2001 года — первый заместитель начальника Генерального штаба ВС РК.
С октября 2001 по май 2003 года начальник Генерального штаба Вооружённых сил Республики Казахстан — первый заместитель министра обороны.
С мая 2003 года — первый председатель только образованного Комитета начальников штабов ВС РК.
Скоропостижно скончался от остановки сердца 19 июня 2003 года в Астане.

## Награды
- Орден «Данк» 2 степени (7 мая 2001) «За образцовое исполнение воинского и служебного долга, большой личный вклад в обеспечение национальной безопасности страны».